# Смугаста котяча акула карликова
Смугаста котяча акула карликова (Eridacnis radcliffei) — акула з роду Eridacnis родини Смугасті котячі акули.

## Опис
Загальна довжина досягає 24 см. Голова невелика, округла. Очі великі з мигальною перетинкою. За ними присутні невеличкі бризкальця. Має маленькі носові складки. Губні борозни майже не виражені. Рот має V-подібну форму. Зуби дрібні, задні зуби — гребенеподібні. Тулуб вузький, стрункий. Грудні плавці розвинені, великі, округлої форми. Має 2 однакових спинних плавців, які трохи зміщені до хвостового плавця. Хвостовий плавець шлейфоподібний, нижня лопать майже не розвинена. Довжина хвостового плавця сягає ¼ довжини акули.
Забарвлення спини темно-коричневе. Черево має попелясто-білий колір. На хвостовому плавці присутні темні діагональні смуги. На спинних плавцях — темні, майже чорні плями округлих форм. У молодих особин забарвлення контрастніше, ніж у дорослих.

## Спосіб життя
Тримається на глибинах від 71 до 766 м, біля дна. Воліє до мулистого ґрунту на верхній частині континентального шельфу. Живиться мальками риб, невеличкими головоногими молюсками, креветками, дрібними крабами, морськими червами, личинками водяних тварин, ікрою.
Статева зрілість настає при розмірах 15-17 см. Це яйцеживородна акула. Самиці народжують 1-2 акуленят завдовжки 10-11 см.
Не є об'єктом промислового вилову.
Не становить загрози для людини.

## Розповсюдження
Мешкає в окремих ареалах біля Танзанії, Аденської, Маннарської, Бенгальської заток, Шрі-Ланки, В'єтнаму, Андаманського півострова, Філіппін.